# Franz Güssmann
Franz Güssmann (* 30. September 1741 in Wolkersdorf im Weinviertel; † 28. Januar 1806 in Seitenstetten) war ein österreichischer Jesuit, Physiker und Astronom.

## Leben
Güssmann trat 1756 in den Orden ein. Er studierte an der Universität Wien, wo er seine Studien mit dem Titel Dr. phil. abschloss. Güssmann war seit 1773 an der Vermessung von Galizien und Lodomerien beteiligt. Nachdem sein Orden aufgehoben wurde, lehrte er als Weltgeistlicher zunächst in Lemberg Physik. Ab 1787 lehrte er daneben noch an der Wiener Universität Experimentalphysik. Von 1791 bis 1802 war er an der Theresianischen Akademie in Wien Lehrer für Physik. Weiters war er Adjunkt der Wiener Sternwarte. In seinen geologischen und paläontologischen Werken hielt er am biblischen Zeitrahmen von 5800 Jahren für das Alter der Welt fest. Im Jahr 1805 zog sich Güssmann in das Stift Seitenstetten zurück, wo er ein Jahr später starb.

## Veröffentlichungen (Auswahl)
- Lithophylacium mitisianum: dissertatione praeuia, et observationibus perpetuis physico mineralogicis. Wien 1783
- Beyträge zur Bestimmung des Alters unserer Erde, und ihrer Bewohner der Menschen. Wien 1783
- Tryphon, und Justin: oder, vom Judentum. Wien 1785
- Nachricht von der Vorrichtung bey Fernröhren, zur Bewirkung ungemeiner Vergrösserungen. Wien 1788
- Ueber die alten Thierkreise in Aegypten: an einige junge Adeliche. Wien 1801
- Über die Berechnung der Kometen-Bahnen. Wien 1803
- Über die bisherigen Versuche und derselben Berechnung in Hinsicht auf die Theorie des Stosses und Widerstandes flüssiger Körper. Wien 1805